# Opéra-Théâtre de Metz

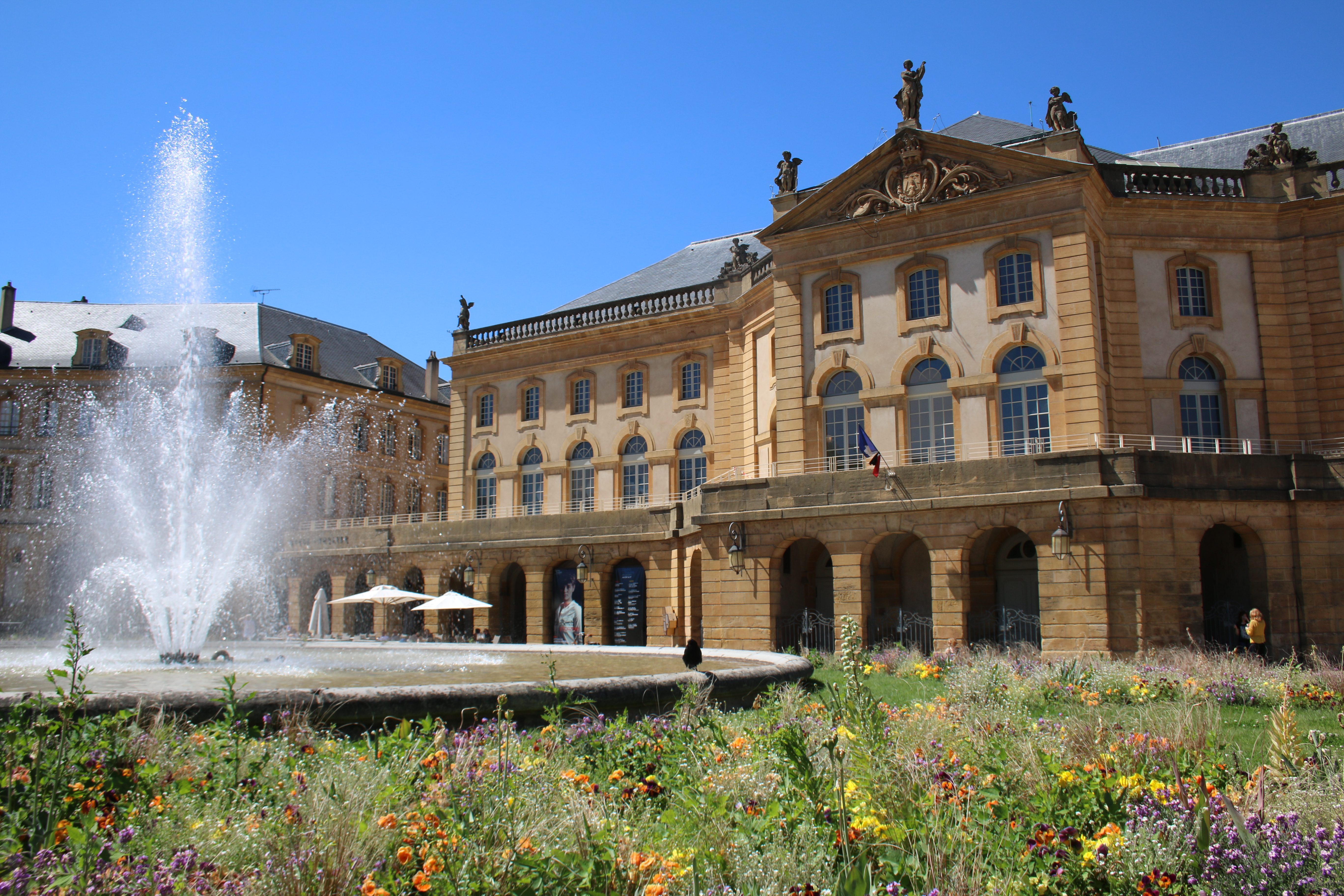
Opéra-Théâtre

Opéra-Théâtre de Metz (auch Opéra-Théâtre de Metz Métropole) ist ein historisches Theatergebäude in Metz in Frankreich. Es wurde 1752 fertiggestellt und ist das älteste durchgehend genutzte Theater in Frankreich. Seit 1932 ist es ein Monument historique.

## Geschichte
1752 wurde das Hótel de Spectacle  nach den Plänen von Jacques Oger nach fast zwanzigjähriger Bauzeit fertiggestellt. Dort wurden Theaterstücke von klassischen und zeitgenössischen französischen Dichtern und Opern und Singspiele aufgeführt.
Um 1866 gab es einige Umbauten.
Nach dem Übergang des Gebietes Elsaß-Lothringen an das Deutsche Reich 1871 wurden dort weiter vor allem französische Stücke und Musiktheater gespielt, da das Publikum deutschsprachige Theateraufführungen nur wenig besuchte. Die bekannte französische Schauspielerin Sarah Bernhardt gastierte hier 1905 und 1909.
Bis Anfang 1918 wurde das Theater unter deutscher Leitung geführt, danach kam es wieder unter französische Herrschaft. 1931 wurde das Gebäude zum Monument historique erklärt. Von 1940 bis 1944 wurde es als Deutsches Theater Metz betrieben.
2011 gab es 103 festangestellte Künstler, darunter 24 Chorsänger und 14 Balletttänzer, was in Frankreich nur noch selten vorkommt.